# Cheillophota dinawa
Cheillophota dinawa är en fjärilsart som beskrevs av George Thomas Bethune-Baker 1908. Cheillophota dinawa ingår i släktet Cheillophota och familjen nattflyn. Inga underarter finns listade i Catalogue of Life.